# Roller orientalny
Roller orientalny, wywrotek orientalny, często błędnie określany jako smyreński od formy wyjściowej rasy – rasa gołębia należąca do grupy IX (lotne), pochodząca podobnie jak wszystkie inne od udomowionego gołębia skalnego. Pochodzenie gołębia nie zostało dobrze poznane. Uznaje się, iż pochodzi (jak wskazuje nazwa) z obszarów orientalnych. W XIX wieku sprowadzony z Turcji do innych krajów europejskich. Jest gołębiem wywrotkiem – podczas lotu wykonuje wiele różnych akrobacji. Rasa w średnim stopniu rozpowszechniona; używany jako gołąb wystawowy.

## Historia
Pochodzenie rasy nie zostało konkretnie ustalone, jednak pewnym jest, iż jej uzyskanie miało miejsce w Azji. Od dawna hodowane w Smyrnie (Turcja, dzisiejszy Izmir) z uwagi na wyjątkowo oryginalny styl lotu, podczas wojen zostały przywiezione do krajów ościennych. Formą wyjściową był gołąb smyreński, rasa do dziś niezakwalifikowana przez Federację Europejską (mylącej terminologii używa Periquet). Sprowadzenie rasy do Europy miało miejsce w 1870 roku, gdy rollera orientalnego sprowadzono do Niemiec, gdzie 44 lata później założono stowarzyszenie hodowców tej rasy; gołębie te znano już jednak na Bałkanach.

## Rasa

### Odmiany
Według J.C. Periqueta wyróżnia się 5 odmian barwnych oraz ich odcienie: biała, czarna, czerwona, żółta, niebieska. H. Schmidt wymienia natomiast aż 35 odmian wywrotka orientalnego.

### Cechy szczególne
Ptak wykonuje podczas lotu wiele akrobacji, m.in. wywrotki, koziołki, młynki.

## Budowa

### Opis
Roller orientalny to średniej wielkości, szeroki, postawny gołąb o charakterystycznym ogonie i ciemnym upierzeniu.
Głowa gołębia jest gładka, zaokrąglona i wydłużona. Czoło niewielkie, lecz dosyć szerokie i wznoszące się. Dziób średniej długości, szeroki u podstawy, dość wąski; woskówki średniej wielkości. Oczy perłowe, źrenica niewielka. Szyja jest długa i smukła, szeroka przy tułowiu i sukcesywnie zwężająca się w kierunku głowy, w kształcie litery S; gołąb wykonuje nią konwulsyjne pulsowanie w przód i tył.
Pierś jest zaokrąglona i wystaje nieco do przodu. Plecy gołębia są wklęsłe i okrągłe, krótkie oraz szerokie. Ogon ukośnie skierowany w górę, szeroki i zaokrąglony, zwarty, zbudowany z 14 do 18 szerokich piór (sterówek); przy końcu powinien być szerszy niż ramiona. Nogi są krótkie i połowicznie opierzone.
Stojąc na ziemi gołąb zadziera ogon i kieruje pod niego końce skrzydeł.

## Hodowla
Rasa łatwa w hodowli. Należy unikać wątłej postawy, sylwetki zbyt uniesionej, zbyt masywnej szyi, płaskiej głowy, niezwartego ogona, słabego pulsowania szyi.

### Identyfikacja
Numer obrączki: 7. Numer w Federacji Europejskiej: EE 850.

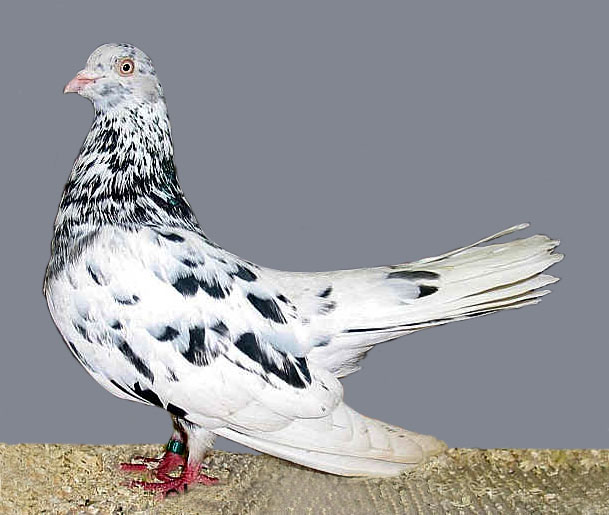
Odmiana nakrapiana
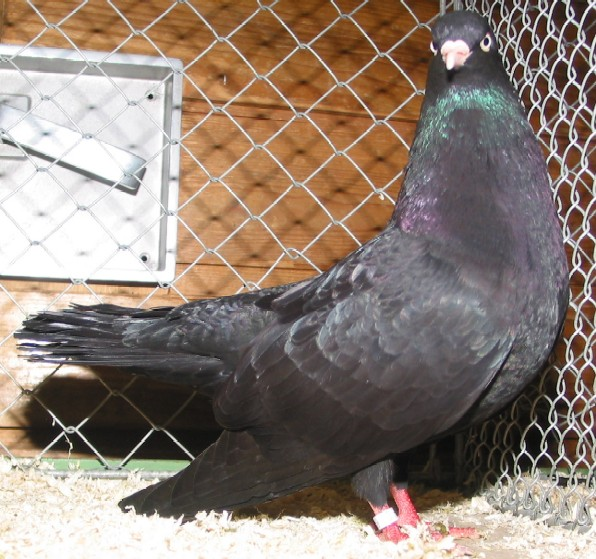
Odmiana o czarnym upierzeniu
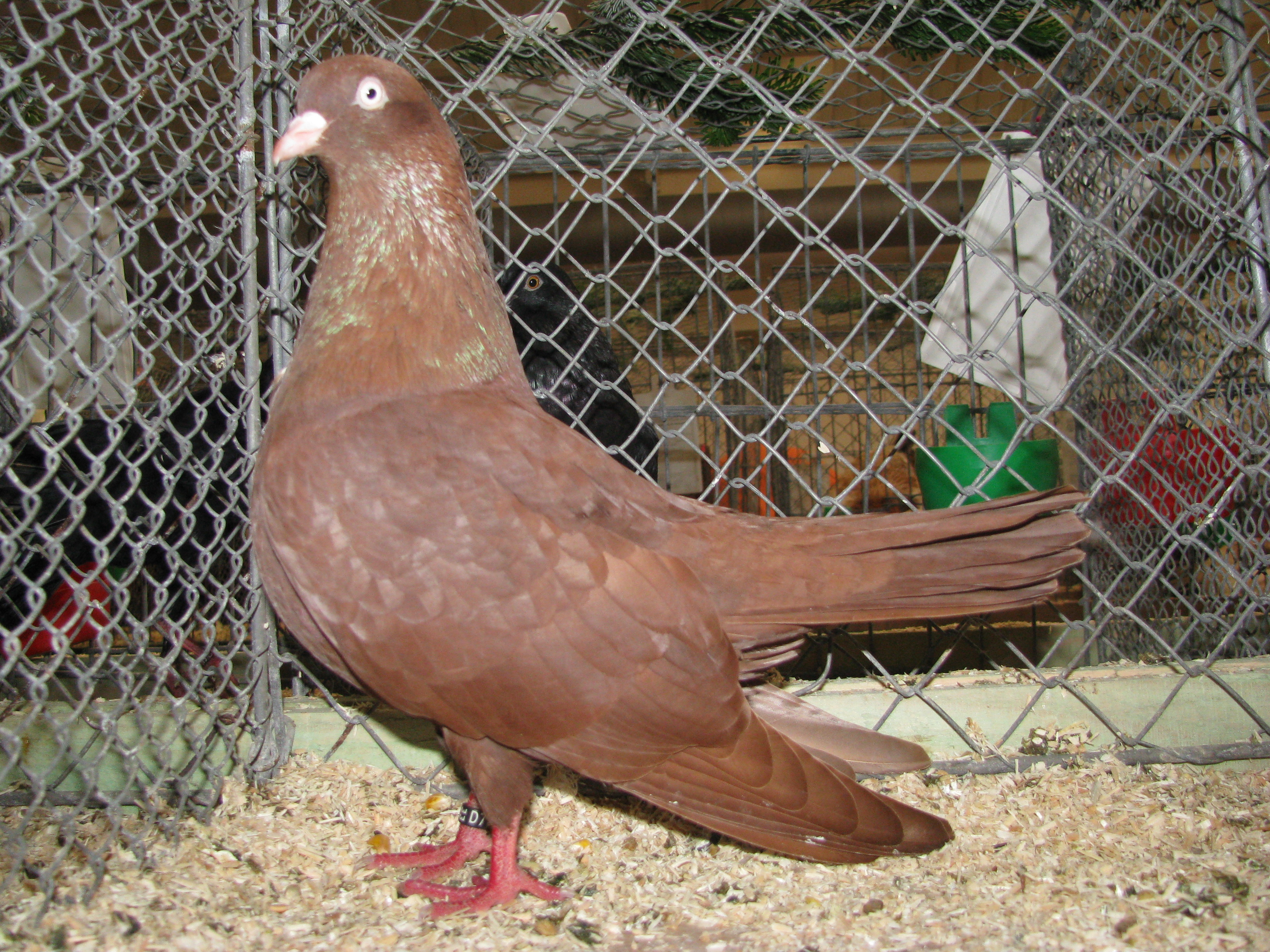
Odmiana o czerwonym upierzeniu
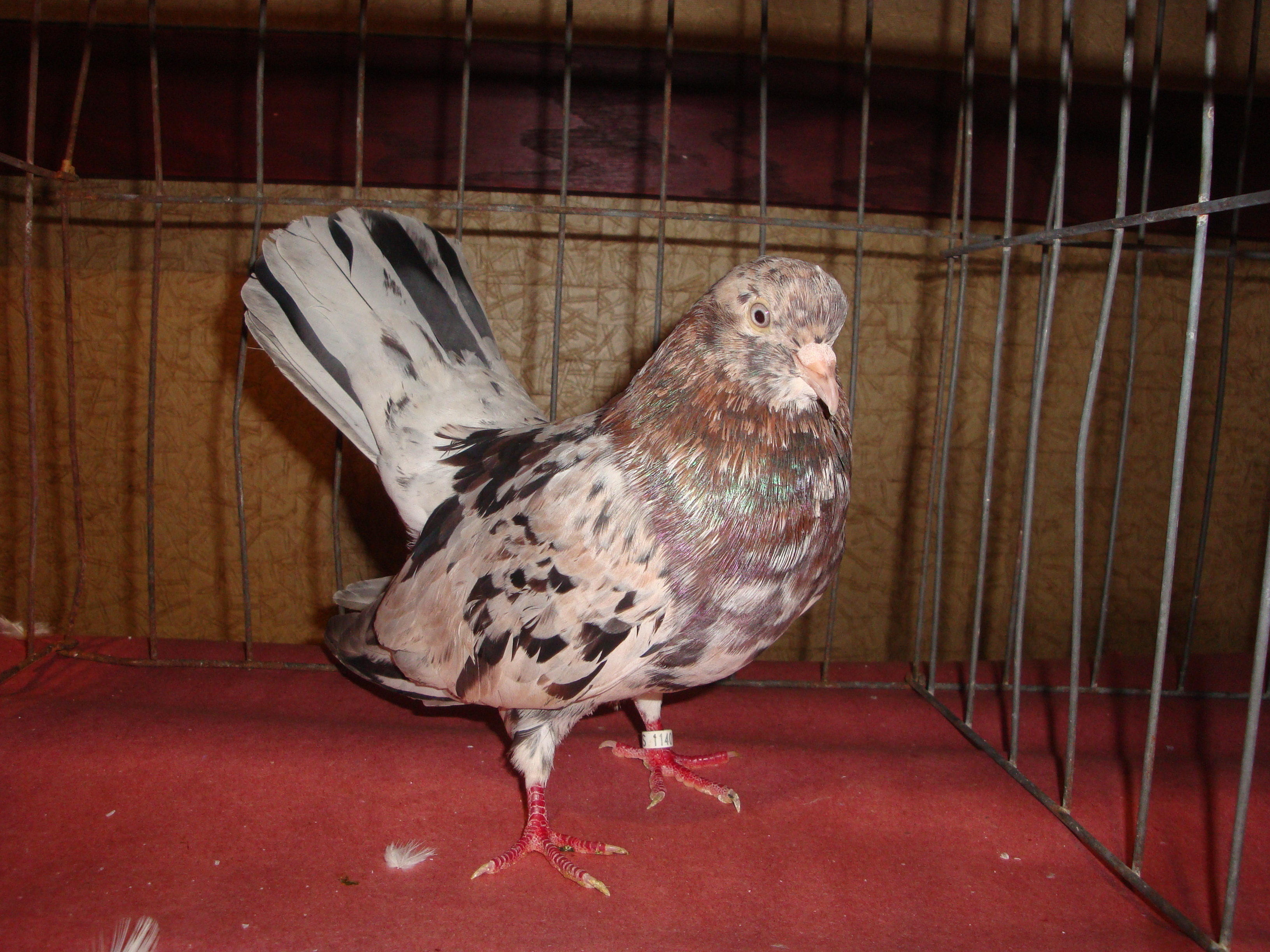
Odmiana z rozmytym, wielobarwnym upierzeniem